# オ・ポリーニョ
オ・ポリーニョ（O Porriño）は、スペイン・ガリシア州ポンテベドラ県のムニシピオ（基礎自治体）。コマルカ・デ・ビーゴに属する。また、歴史的にはモスとバル・ダ・ロウリーニャ（Val da Louriña）を構成してきた。 スペイン国立統計統計局によると、2004年の人口は16,527人、2010年の人口は17,977人、2015年の人口は18,898人。住民呼称はredondelán/-á。カスティーリャ語による表記は定冠詞のないPorriño。ガリシア語話者の自治体人口に占める割合は93.37％（2001年）。

## 地理
オ・ポリーニョはポンテベドラ県の南西部に位置し、コマルカ・デ・ビーゴに属する。北はモス、東はポンテアレーアス、東から南にかけてはサルセーダ・デ・カセーラス、南はトゥイ、西はゴンドマールとビーゴの各自治体と隣接、自治体の中心地区はオ・ポリーニョ教区のオ・ポリーニョ地区。

### 人口
オ・ポリーニョの人口は8の教区の114の集落に分散している。
| オ・ポリーニョの人口推移 1900－2010                     |
|                                                         |
| 出典:INE（スペイン国立統計局）1900年 - 1991年、1996年 - |

## 歴史
2016年9月9日午前9時30分、ビーゴ発ポルト（ポルトガル）行の旅客列車がオ・ポリーニョ駅手前を走行中に脱線し、橋脚と支柱に激突。運転士、車掌、63人の乗客注2人の計4人が死亡し、49人が負傷した。7人は重傷を負っている。9月25日のガリシア州議会選挙に向けて同日から選挙運動が行われていたが、事故の影響で9日の選挙運動は中止された。同じガリシア州では2013年7月24日にサンティアゴ・デ・コンポステーラ列車脱線事故が起こっている。

## 経済
スペインを代表する花崗岩の産地であり、ロサ・ポリーニョと呼ばれるピンク色の石材を産出する。日本では毎日新聞ビル（大阪市）、でんきの科学館（名古屋市）、銀座千疋屋（東京都中央区）、東京都庁（東京都新宿区）などの外壁にポリーニョ産花崗岩が使用されている。

## 政治

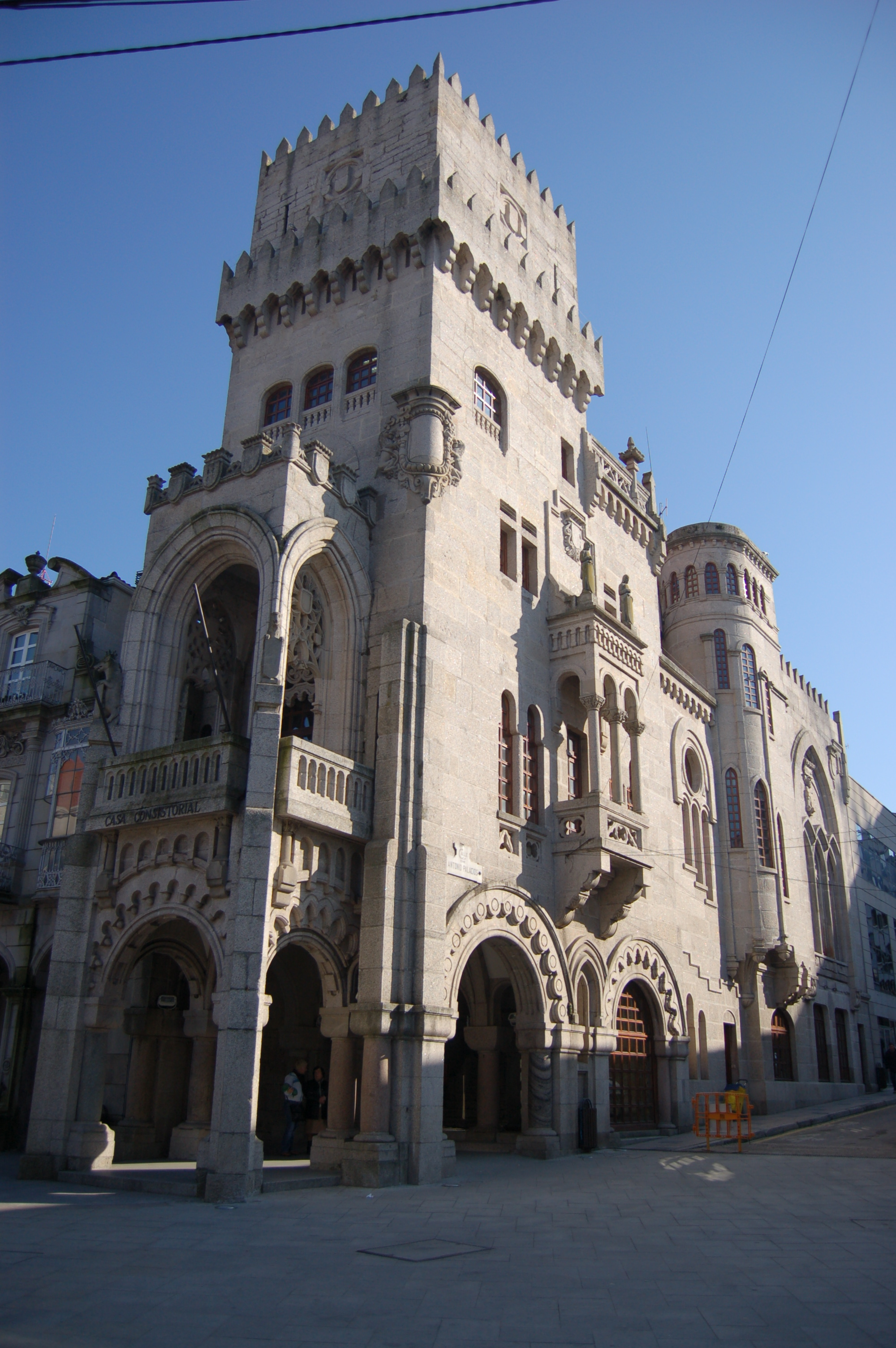
自治体庁舎

自治体首長はCxP（Ciudadanos por Porriño）のネルソン・サントス・アルヒバイ（Nelson Santos Argibay）。 自治体評議員はガリシア民族主義ブロック（BNG）：5、ガリシア国民党（PPdeG）：4、CxP:3、ガリシア社会党（PSdeG-PSOE）：3、IP（Independientes de Porriño）：2となっている（2007年選挙結果、得票順）。
2007年の選挙の結果、選出された首長はガリシア民族主義ブロックのラウル・フランセス・ロドリゲス（Raúl Francés Rodríguez）であったが、2010年1月にガリシア国民党とCxPによって、首長の不信任案が提出され、可決、2003年以来のガリシア民族主義ブロックとガリシア社会党によって擁立されていた当時の首長は解任され、現在に至る。

## 教区
オ・ポリーニョは8の教区に分けられる。太字は自治体中心地区のある教区。
- アティオス（サンタ・エウラリア）
- カンス（サント・エステーボ）
- チェンロ（サン・ショアン）
- モセンデ（サン・シュルショ）
- ポンテージャス（サンティアゴ）
- オ・ポリーニョ（サンタ・マリーア）
- サン・サルバドール・デ・ブディーニョ（サン・サルバドール）
- トルネイロス（サン・サルバドール）